# Museo diocesano (Ancona)
Il Museo diocesano "Mons. Cesare Recanatini" di Ancona ha avuto origine nel 1834 ed è ospitato dal 1952 nel vecchio episcopio, accanto al Duomo di Ancona. È di proprietà dell'arcidiocesi e testimonia efficacemente i venti secoli di storia cristiana della città.
Il vecchio palazzo arcivescovile in cui il museo ha sede conserva resti medievali nei portici del chiostro e tra le sue mura ospitò il papa umanista Pio II, in procinto di partire dal porto per una crociata contro i turchi, estremo tentativo di difendere la cristianità di Costantinopoli. Già malato, il pontefice morì poco dopo nello stesso palazzo che lo aveva accolto e l'impresa della crociata fallì.
Le collezioni erano inizialmente quelle tipiche di un "museo dell'opera del Duomo", essendo costituite dai materiali rinvenuti durante i restauri della cattedrale, come sarcofagi, lapidi e lastre graffite. Successivamente il museo ha avuto il compito di accogliere numerosi altri reperti ed opere d'arte, a causa della chiusura di alcune chiese cittadine o della loro distruzione a causa dei bombardamenti della seconda guerra mondiale. È perciò presente una preziosa pinacoteca con opere che vanno dal XIV al XIX secolo.
Il museo inoltre conserva una raccolta di monete e medaglie del periodo romano e medievale. Il tesoro del Duomo, con antichi oggetti di argenteria, tessuti e suppellettili sacre, è parte del percorso di visita del museo.

## Collezioni
Il museo si sviluppa su due piani: al piano terra sono conservati i reperti dei primi secoli del cristianesimo ad Ancona, mentre al primo piano si trova la piccola pinacoteca del museo.
Le principali opere del piano terra sono: 
- Il reliquiario di Santo Stefano, legato alla remota origine della fede cristiana in Ancona.
- Il monumentale sarcofago romano, databile al IV sec., di Flavio Gorgonio.
- Il sarcofago di San Dasio, santo martire romano.
- Un rarissimo telo bizantino istoriato dell'XI secolo, che avvolgeva il corpo di San Ciriaco.
- La serie di plutei medievali istoriati provenienti dal Duomo.
- Il portale della Chiesa romanica di San Pietro, distrutta durante la Seconda guerra mondiale.
- Il sarcofago del Beato Gabriele Ferretti, raffinato esempio del rinascimento adriatico.

Al primo piano, tra le opere più importanti sono conservate:
- Alcuni dipinti di Olivuccio di Ciccarello, esponente principale della Scuola di Ancona, che fiorì in città a fine Trecento.
- Una tela di Ercole Ramazzani raffigurante Crocifissione di Gesù e i Santi Agostino e Monica.
- La tela di Filippo Bellini, rappresentante l’Immacolata Concezione.
- Tre icone tardo-bizantine di scuola italo-cretese provenienti dall'iconostasi della distrutta Chiesa ortodossa di Sant'Anna dei Greci, raffiguranti quattro delle principali festività del calendario ortodosso.
- Cinque stendardi processionali fronte-retro del XVIII secolo, provenienti dalla Chiesa del Gesù, dipinti da Nicola Bertucci.
- Quattro arazzi rubensiani.

### Gli arazzi rubensiani

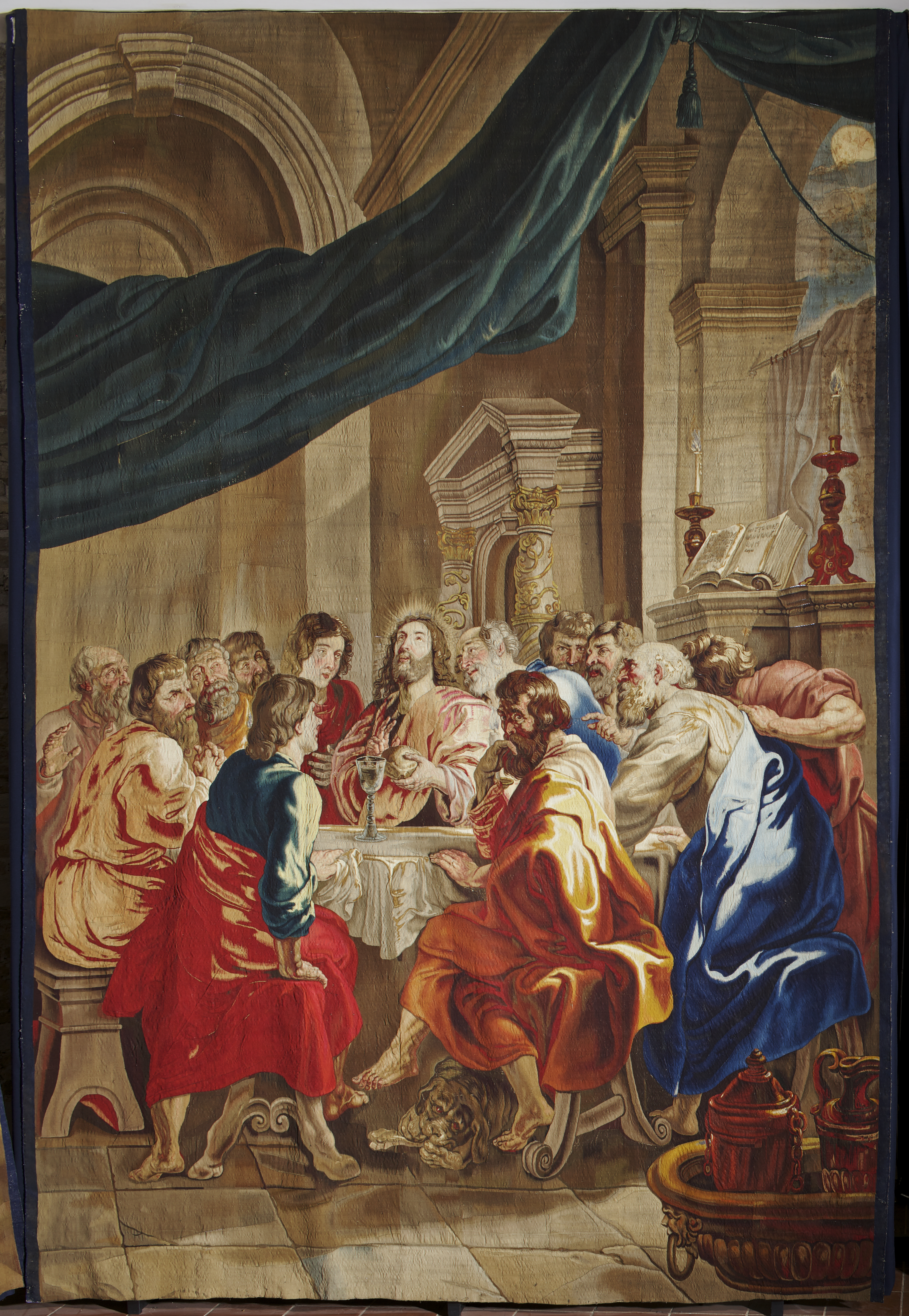
Istituzione dell'Eucarestia, Manifattura Jean Raes, 1630-1650 ca., arazzo su disegno di Rubens.

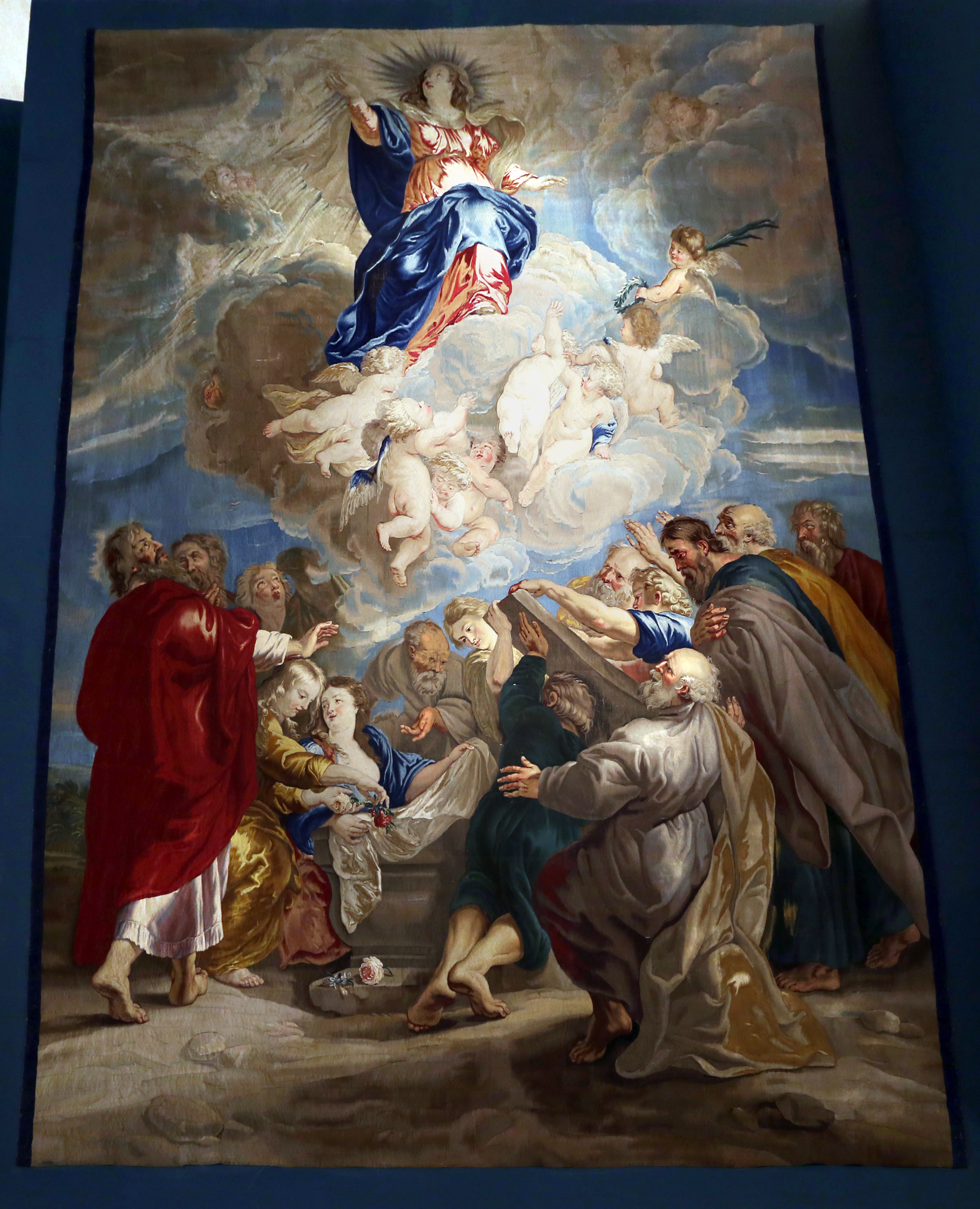
Assunzione di Maria Manifattura Jean Raes, 1630-1650 ca., arazzo su disegno di Rubens.

La serie di 4 imponenti arazzi, eseguiti su cartoni preparatori di Peter Paul Rubens, venne realizzata fra il 1632 e il 1650, dalla manifattura Raes di Bruxelles per la Confraternita del Santissimo Sacramento e conservati originariamente nella loro chiesa.
Gli arazzi rappresentano queste quattro festività:
- Natività.
- L'istituzione dell'Eucaristia
- Resurrezione di Cristo.
- Assunzione di Maria.

Tutti e quattro presentano dimensioni importanti: 5, 05 mt di altezza e 3, 50 di lunghezza. Essi raffigurano i principali eventi religiosi del calendario liturgico cattolico e venivano esposti per pochi giorni l'anno, in occasione della festività rappresentata; ciò è alla base della vivezza dei colori e del loro stato di conservazione, eccezionale per dei tessuti così antichi.
Durante la Seconda Guerra Mondiale il deposito dove erano stati ricoverati gli arazzi rubensiani fu bombardato, e questi vennero danneggiati. Furono restaurati dall'istituto superiore per la conservazione ed il restauro e esposti al pubblico nell'ultima sala del museo dal 1984.